# Crack (groupe)
 (mai 2025).
La mise en forme du texte ne suit pas les recommandations de Wikipédia : il faut le « wikifier ».
Les points d'amélioration suivants sont les cas les plus fréquents. Le détail des points à revoir est peut-être précisé sur la page de discussion.
- Les titres sont pré-formatés par le logiciel. Ils ne sont ni en capitales, ni en gras.
- Le texte ne doit pas être écrit en capitales (les noms de famille non plus), ni en gras, ni en italique, ni en « petit »…
- Le gras n'est utilisé que pour surligner le titre de l'article dans l'introduction, une seule fois.
- L'italique est rarement utilisé : mots en langue étrangère, titres d'œuvres, noms de bateaux, etc.
- Les citations ne sont pas en italique mais en corps de texte normal. Elles sont entourées par des guillemets français : « et ».
- Les listes à puces sont à éviter, des paragraphes rédigés étant largement préférés. Les tableaux sont à réserver à la présentation de données structurées (résultats, etc.).
- Les appels de note de bas de page (petits chiffres en exposant, introduits par l'outil «  Source ») sont à placer entre la fin de phrase et le point final[comme ça].
- Les liens internes (vers d'autres articles de Wikipédia) sont à choisir avec parcimonie. Créez des liens vers des articles approfondissant le sujet. Les termes génériques sans rapport avec le sujet sont à éviter, ainsi que les répétitions de liens vers un même terme.
- Les liens externes sont à placer uniquement dans une section « Liens externes », à la fin de l'article. Ces liens sont à choisir avec parcimonie suivant les règles définies. Si un lien sert de source à l'article, son insertion dans le texte est à faire par les notes de bas de page.
- La présentation des références doit suivre les conventions bibliographiques. Il est recommandé d'utiliser les modèles {{Ouvrage}}, {{Chapitre}}, {{Article}}, {{Lien web}} et/ou {{Bibliographie}}. Le mode d'édition visuel peut mettre en forme automatiquement les références.
- Insérer une infobox (cadre d'informations à droite) n'est pas obligatoire pour parachever la mise en page.

Pour une aide détaillée, merci de consulter Aide:Wikification.
Si vous pensez que ces points ont été résolus, vous pouvez retirer ce bandeau et améliorer la mise en forme d'un autre article.
Pour l’article homonyme, voir Crack.
Crack était un groupe espagnol de rock progressif et symphonique fondé en 1977 à Gijón, dans la région des Asturies. Ils faisaient partie de la génération de groupes qui ont incarné l’âge d’or du rock progressif espagnol à la fin des années 1970. À cette période, de nombreux ensembles, y compris Crack, ont connu des difficultés financières, préférant préserver leur liberté artistique plutôt que de répondre aux attentes commerciales des radios. Plusieurs facteurs ont compliqué leur parcours : un matériel sonore souvent insuffisant, l’évolution des goûts du public, les contraintes imposées par l’industrie musicale et les labels, ainsi que des désaccords internes. Ces éléments ont finalement conduit à la disparition prématurée du groupe.

## Histoire et formation
Le groupe a vu le jour en 1977, initialement sous la forme d’un quatuor sans guitare électrique. Vers la fin de cette année, Mento Hevia, accompagné du bassiste d’origine Vidal Antón et du batteur Manolo Jiménez, a repris contact avec Alberto Fontaneda, un ancien camarade de droit à Oviedo. Alors qu’ils travaillaient sur Marchando una del Cid, ils étaient à la recherche d’un chanteur et d’un flûtiste. La formation a rapidement commencé à répéter et à donner des concerts dès que l’occasion se présentait. L’arrivée de Rafael Rodríguez à la guitare a enrichi le son du groupe, et Alex Cabal a ensuite remplacé Vidal à la basse dans une atmosphère cordiale.

## L’album:Si todo hiciera crack
L’unique album de Crack, intitulé Si Todo Hiciera Crack, a été enregistré en cinq jours aux studios Audiofilm de Madrid et publié par le label Chapa Discos à l’été 1979. La chanteuse Encarnación González, surnommée Cani, a apporté une touche vocale féminine sur plusieurs morceaux, en complément d’Alberto Fontaneda. Selon les crédits, la production musicale a été assurée par le groupe lui-même. Le budget pour la promotion était quasiment nul, la maison de disques préférant miser sur des genres plus rentables, alors que la Movida madrileña (nouvelle vague espagnole) prenait de l’ampleur. Bien que l’album ait été salué pour ses compositions progressives et symphoniques, il n’a pas rencontré de succès commercial lors de sa sortie.
Le groupe s’est séparé en 1980, en raison de tensions internes, de difficultés économiques et de la complexité à poursuivre le projet dans un contexte peu favorable à ce style musical.
Liste des titres:
L’album comprend sept morceaux mêlant arrangements symphoniques, influences espagnoles et tradition du rock progressif. Les refrains y sont rares, chaque piste se présente comme un récit, souvent teinté de fantastique ou de mythe :
- Descenso en el Mahëllstrom(5:27): Inspiré d’une nouvelle d’Edgar Allan Poe, ce morceau raconte la lutte d’un homme pour survivre à un naufrage pris dans un immense tourbillon.
- Amantes de la Irrealidad(6:15): Une pièce symphonique marquée par des changements de tempo, des passages de Mellotron, des moments de guitare intenses et un mélange de voix masculines et de claviers. Les paroles évoquent la recherche du bonheur à travers une vision utopique.
- Cobarde o Desertor(4:56) : Chanson qui traite de la conscription, du militarisme et de la guerre, reflétant la situation de nombreux jeunes soumis au service militaire obligatoire.
- Buenos Deseos(3:54): Morceau bref et contemplatif.
- Marchando Una del Cid(7:45): Composition épique à l’inspiration médiévale, basée sur l’exil et les derniers jours de Rodrigo Díaz de Vivar, dit le Cid, figure centrale du Cantar de mio Cid, le plus célèbre poème épique espagnol.
- Si Todo Hiciera Crack(10:11):Le morceau-titre utilise l’image d’un hamster tournant en rond comme allégorie pour aborder des thèmes existentiels.
- Epílogo (2:19) : Pièce instrumentale de clôture.

## Style musical
La musique de Crack est principalement instrumentale et s’inscrit dans la tradition du rock progressif symphonique. Le groupe se distingue par des compositions élaborées, sans refrains répétés, privilégiant un développement musical continu et linéaire. L’interaction entre claviers, guitare et flûte crée un univers sonore riche, mêlant influences européennes (Genesis, Camel, Jethro Tull) et identité espagnole affirmée.
Les morceaux comportent de longs passages instrumentaux, des rythmes irréguliers, des timbres et effets de synthétiseur spécifiques. Crack mettait l’accent sur la mélodie et la nuance d’interprétation, avec des textes souvent axés sur la liberté et des thèmes bucoliques. Le groupe qualifiait sa musique d’« impressionniste » et citait Debussy et Ravel parmi ses influences harmoniques.
Bien que Crack n’ait sorti qu’un seul album et ait eu une carrière brève, Si Todo Hiciera Crack est considéré comme une œuvre majeure du rock progressif espagnol. L’album a été réédité à plusieurs reprises, notamment au Japon et en Corée du Sud, et continue de jouir d’une grande popularité parmi les amateurs du genre. Crack est reconnu pour sa créativité et sa contribution à une période charnière du rock progressif en Espagne.